# Ла-Грейндж (Джорджия)
Ла-Грейндж (англ. LaGrange) — город и административный центр округа Труп в штате Джорджия в Соединённых Штатах Америки.
Согласно данным переписи населения США 2020 года число жителей города 
составляло 30 858 человек.

## История
В XIX веке Ла-Грейндж развивался как железнодорожный и промышленный центр. Здесь и в других местах горного региона были построены многочисленные текстильные фабрики, где изначально работали только белые. К середине XX века они приобрели региональное, государственное и национальное экономическое значение, но постепенно большая часть текстильного производства была перемещена за пределы Соединенных Штатов, где более дешевая рабочая сила.

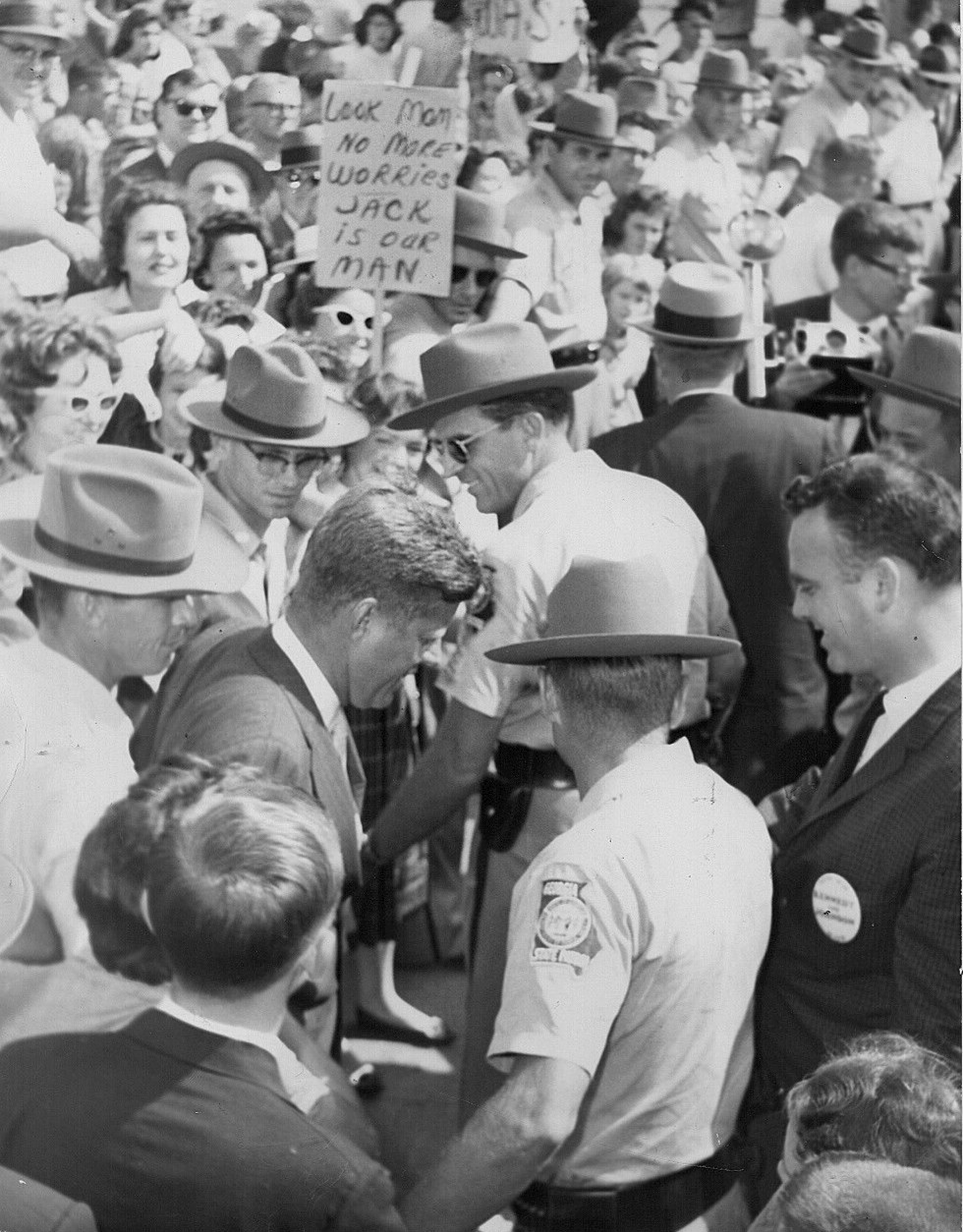
Джон Ф. Кеннеди проводит кампанию в Ла-Грейндже (1960)

11 октября 1960 года, в ходе своей избирательной кампании, город посетил будущий президент США, сенатор Джон Фицджералд Кеннеди; до его убийства оставалось менее трёх лет.
Город перешёл к смешанной экономике с несколькими новыми отраслями промышленности. Interface, ведущий в мире производитель ковровой плитки, был основан в Ла-Грейндже в 1973 году; здесь находится его крупнейший производственный центр. В Ла-Грейндже также находится завод компании Weiler Forestry.
В 2000 году город был назван «Интеллектуальным сообществом года» Форумом интеллектуальных сообществ, присоединившись к другим городам, таким как Нью-Йорк, Сингапур, Сеул, Глазго и Торонто. С 2000 года город предоставляет бесплатный интернет для каждого домохозяйства. Ла-Грейндж также был признан городом передового опыта в Джорджии и получил правительственную премию за лидерство в области технологий.
Здесь находится старейший частный колледж в штате Джорджия. Начав как женская академия, он был связан с конца XIX века с Методистской церковью.
Близость города Ла-Грейндж к живописному озеру Вест-Пойнт, в нескольких милях к западу, привлекает в город любителей рыбной ловли и водных видов спорта.
Здание суда округа Труп, пристройка и тюрьма, построенные в 1939 году, являются одними из объектов города, которые занесены в Национальный реестр исторических мест США.

## География
Город Ла-Грейндж находится примерно в 60 милях (97 км) к юго-западу от Атланты и расположен в предгорьях Пидмонта.
По данным Бюро переписи населения США, площадь города составляет 112,8 миль (181,5 км2), из которых 111,4 мили (179,3 км2) приходится на сушу, а 1,4 мили (2,3 км2) — на водную поверхность.